# Brachinini
Los braquininos (Brachinini) son una tribu de coleópteros adéfagos perteneciente a la familia Carabidae. 

## Géneros
Se reconocen los siguientes:
- Aptinoderus Hubenthal, 1919
- Aptinus Bonelli, 1810
- Brachinulus Basilewsky, 1958
- Brachinus Weber, 1801
- Mastax Fischer von Waldheim, 1828
- Pheropsophus Solier, 1833
- Styphlodromus Basilewsky, 1959
- Styphlomerus Chaudoir In Putzeys, 1875